# Fritz Pütter
Fritz Pütter (14 de Janeiro de 1895 – 10 de Agosto de 1918) foi um piloto alemão durante a Primeira Guerra Mundial. Abateu 25 aeronaves inimigas, incluindo 8 balões, o que fez dele um ás da aviação.